# Maria (Skobcowa)
Maria (Skobcowa) (ros. Мария (Скобцова)), ur. jako Jelizawieta Jurjewna Pilenko (Елизавета Юрьевна Пиленко), primo voto Kuźmina-Karawajewa (Кузьмина-Караваева), znana jako matka Maria (ur. 8/20 grudnia 1891 w Rydze, zm. 31 marca 1945 w Ravensbrück) – rosyjska poetka, mniszka, działaczka społeczna, współpracowniczka francuskiego ruchu oporu, święta Cerkwi prawosławnej. Zmarła w komorze gazowej w niemieckim obozie koncentracyjnym.

## Życiorys

### Rosja

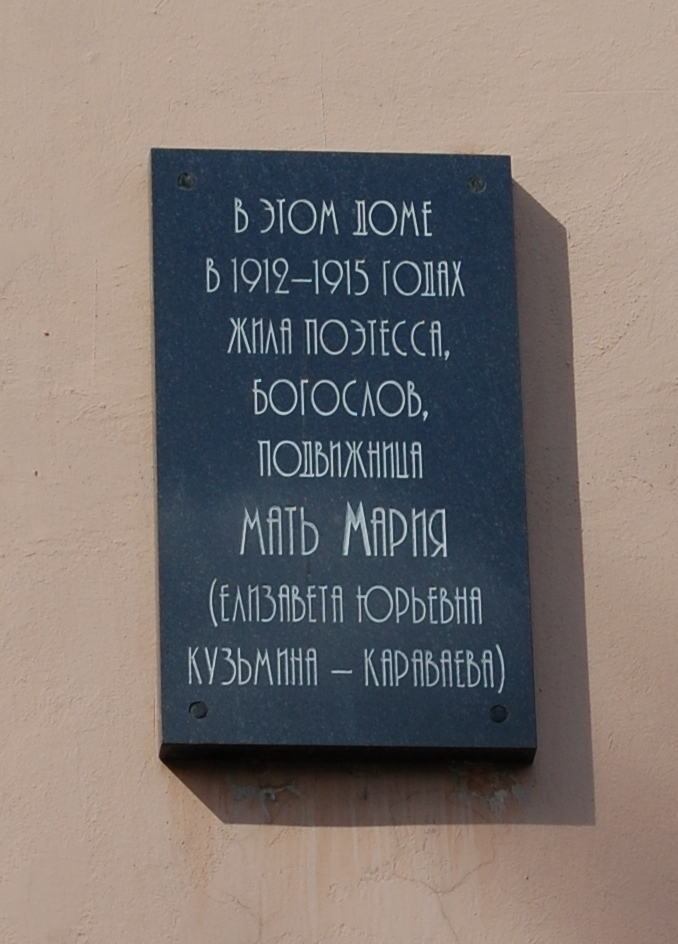
Tablica pamiątkowa na domu, w którym mieszkała w Petersburgu

Jelizawieta Pilenko urodziła się 8/20 grudnia 1891 r. w Rydze (wówczas gubernia inflancka w Imperium Rosyjskim, obecnie Łotwa), w zamożnej rodzinie szlacheckiej. Ojciec -- Jurij Dmitrijewicz Pilenko (ur. 1857, zm. 17 lipca 1906), matka – Sofia Borisowna z d. de Launay (ur. 17 sierpnia 1863, zm. 21 czerwca 1962). Brat -- Dmitrij (ur. 27 października 1893, zm. 21 kwietnia 1920). W dzieciństwie mieszkała w Anapie. Ojciec, Jurij Pilenko, 8 września 1900 r. został starostą zarządu miejskiego tego miasta na czteroletnią kadencję. W sierpniu 1906 r. rodzina przeniosła się do Petersburga, gdzie Jelizawieta ukończyła w maju 1909 r. Gimnazjum Marii N. Stojuniny i w tym samym roku rozpoczęła studia na Kursach Bestużewa (Wydział Filologiczno-Historyczny). Studiów nie ukończyła, złożywszy 1 września 1911 r. oficjalną rezygnację z bycia studentką.
Dnia 19 lutego 1910 r. wyszła za mąż za Dmitrija Kuźmina-Karawajewa (ur. 17 maja 1886 w Sankt Petersburgu, zm. 16 marca 1959 w Watykanie), który wprowadził ją w świat petersburskiej bohemy, umożliwiając bliższe związanie się ze środowiskiem poetyckim akmeistów oraz ugrupowaniem literackim „Cech poetów”. Była uznawana za utalentowaną poetkę. W 1912 r. opublikowała debiutancki tomik Scytyjskie skorupki (Скифские черепки) ). Nieudane małżeństwo faktycznie rozpadło się zimą 1913 r., a formalnie -- pod koniec 1916. 18 października 1913 r. Jelizawieta Kuźmina-Karawajewa urodziła córkę Gajanę, co po gruzińsku znaczy „ziemska”. Gajana nosiła nazwisko po Kuźminie-Karawajewie, chociaż nie była jego biologicznym dzieckiem. Po rewolucji lutowej Jelizawieta Kuźmina-Karawajewa związała się z eserowcami, choć jej radykalizm wynikał raczej z ducha Ewangelii. Po rewolucji październikowej działała w podziemiu eserowskim w Moskwie. Następnie znalazła się na Krymie, na terenach zajętych przez białych i została aresztowana za „bolszewizm”. Postawiono ją przed sądem i skazano na dwa tygodnie aresztu. Składowi sędziowskiemu przewodniczył jej przyszły mąż, Kozak Daniił Jermołajewicz Skobcow (ur. 15 grudnia 1886, zm. 19 stycznia 1969).

### Paryż

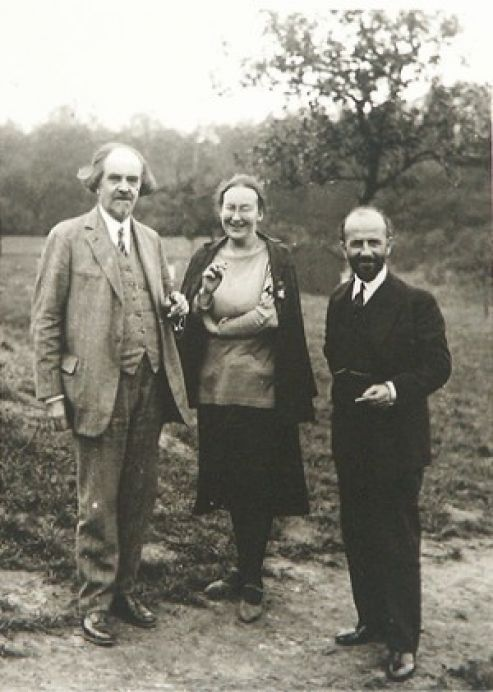
Z Nikołajem Bierdiajewem, 1930

W 1919 r. Skobcowowie opuścili Krym i przez Gruzję, Konstantynopol i Belgrad wraz z trójką dzieci -- Gajaną (ur. 18 października 1913, zm. 30 lipca 1936), Jurijem (ur. w kwietniu 1920, zm. w lutym 1944) i Anastazją (ur. 4 grudnia 1922, zm. 7 marca 1926) -- dotarli w styczniu 1924 r. do Paryża. Zamieszkali w podparyskim Meudon. Ich sytuacja materialna była bardzo ciężka, Jelizawieta Skobcowa zarabiała szyciem i wyrobem lalek, co doprowadziło do pogorszenia wzroku. Poprawa warunków materialnych nastąpiła dopiero wtedy, gdy Daniił Skobcow został szoferem. W 1926 r. dotknęła ich tragedia: po trzymiesięcznej chorobie zmarła córka Anastazja. Swoje cierpienie Jelizawieta Skobcowa wyraziła w pochodzących z tego okresu wierszach i rysunkach. To wydarzenie umocniło i spotęgowało jej wiarę oraz znacznie przybliżyło do decyzji o wstąpieniu do klasztoru.
Na emigracji Jelizawieta Skobcowa zaangażowała się w działalność społeczną na rzecz żyjących w nędzy emigrantów z Rosji, podporządkowując potrzebom bliźnich swoje życie osobiste i rodzinne. Była aktywnym członkiem Rosyjskiego Studenckiego Ruchu Chrześcijańskiego. W 1927 r. ukazał się zbiór poezji Żniwo Ducha, będący świadectwem jej wiary.
W końcu podjęła decyzję o wstąpieniu do monasteru. Daniił Skobcow do końca życia nie pogodził się z decyzją, lecz uszanował jej wybór. Dnia 16 marca 1932 r. ówczesny metropolita Eulogiusz/Jewłogij (Gieorgijewskij) (1868–1946) udzielił małżonkom rozwodu kościelnego i Jelizawieta Skobcowa złożyła śluby monastyczne w cerkwi paryskiego Prawosławnego Instytutu Teologicznego św. Sergiusza, przyjmując na cześć Marii Egipcjanki imię zakonne Maria. Skobcowowie w myśl prawa francuskiego wciąż pozostawali małżeństwem, ponieważ nie wystąpili formalnie o przeprowadzenie rozwodu cywilnego.
Metropolita Eulogiusz (Jewłogij) powierzył jej zadanie założenia na emigracji nowych klasztorów – w tym celu udała się na Łotwę i do Estonii. Jednak jej powołaniem była przede wszystkim działalność charytatywna. Uruchomiła w Paryżu schronisko i jadłodajnię dla bezdomnych i bezrobotnych. Sama dostarczała żywność, obchodząc paryskich kupców i hurtowników. Z powodu zaangażowania w pracę często opuszczała modlitwy i nabożeństwa, co było powodem kontrowersji. Dnia 30 lipca 1936 r. zmarła nagle w Moskwie jej druga córka, Gajana.
Była inspiratorką powstania wśród emigracji rosyjskiej organizacji Prawosławna Sprawa (Православное дело), mającej cele społeczne, religijne i kulturalne, i stanęła na jej czele.
W czasie II wojny światowej zaangażowała się w pomoc Żydom, współpracując z francuskim ruchem oporu. Po wprowadzeniu wymogu noszenia przez Żydów gwiazd Dawida powiedziała „jeśli byśmy byli prawdziwymi chrześcijanami, wszyscy nosilibyśmy gwiazdy”.

### Ravensbrück i śmierć
W styczniu 1943 r. Niemcy postanowili zlikwidować „Prawosławną Sprawę”. Dnia 9 lutego 1943 r. gestapo pod nieobecność matki Marii w Paryżu, przeprowadziło rewizję w schronisku i aresztowało jej syna Jurija, który miał być zakładnikiem za matkę (po jej uwięzieniu nie wypuszczono go jednak; najprawdopodobniej zginął w obozie Mittelbau-Dora).
Matka Maria ostatecznie została osadzona w Ravensbrück. Nadano jej numer obozowy 19 263. Swoją postawą dodawała otuchy współwięźniarkom: czytywała im Pismo Święte, organizowała modlitwy; dla młodszych stała się prawdziwą matką. Jedna z więźniarek, Jacqueline Perrin, wspominała ją: „była naszą oazą po strasznym dniu”. W obozie znacznie pogorszył się jej stan zdrowia. Dnia 10 stycznia 1945 r. matka Maria została przeniesiona do filii obozu Ravensbruck -- Jugendlager, położonego ok. 1 km od obozu głównego. Powróciła z niego 3 marca 1945 chora i wycieńczona (dyzenteria i choroby wątroby). 30 marca 1945 r. odbyła się kolejna selekcja więźniarek przeznaczonych do wywiezienia do Jugendlager. Prawdopodobnie esesman ominął wtedy matkę Marię, jednak ona, widząc przerażenie już przeznaczonych na śmierć, dołączyła do nich.
Matka Maria zginęła w komorze gazowej 31 marca 1945 r., w przeddzień Paschy.

## Proces kanonizacyjny
Została ogłoszona świętą 16 stycznia 2004 r. przez Synod Ekumenicznego Patriarchatu Konstantynopola i jest czczona w Cerkwi prawosławnej jako męczennica. Uroczystość kanonizacji odbyła się 1 i 2 maja 2004 r. na placu przed katedrą św. Aleksandra Newskiego w Paryżu; razem z matką Marią kanonizowano jej współpracowników: Dmitrija Klepinina, Ilję Fondaminskiego oraz syna Jurija Skobcowa.

## Znaczenie
W Polsce twórczością matki Marii (Skobcowej) zajmowali się następujący badacze: Wanda Laszczak (Uniwersytet Opolski), Grzegorz Ojcewicz (Uniwersytet Warmińsko-Mazurski), Iwona Anna NDiaye (Uniwersytet Warmińsko-Mazurski), Jan Orłowski (UMCS Lublin).
W 2010 r. w czasopiśmie „Borussia” ukazały się wiersze matki Marii w przekładzie Grzegorza Ojcewicza. Zob.: Matka Maria (Jelizawieta Skobcowa), Cykl „O śmierci”, „Borussia” 2010, nr 47, ss. 189–200. Ten sam tłumacz zamieścił na francuskiej stronie internetowej, prowadzonej przez Ksenię Kriwoszeinę, dwa przekłady utworów matki Marii: psalmu Pochwała pracy oraz misterium Siedem mis.
Za swoje zaangażowanie w pomoc Żydom matka Maria została w 1985 r. odznaczona tytułem Sprawiedliwej wśród Narodów Świata. Na kanwie jej losów powstał radziecki film Matka Maria w reżyserii Siergieja Kołosowa (1982).
Filmy i spektakle
1968 – Meine Zelle heißt: Welt [reż. Erich Kock, WDR, 15 IV]
1982 – Мать Мария [reż. Siergiej Kołosow, Moskwa].
2000 – Paryż, jesień. Wystawiono misterium Siedem mis (Семь чаш) w przekładzie na język francuski. Autorką przekładu i reżyserem była Jelena Arżakowska-Klepinina, córka ojca Dmitrija Klepinina [zob. Т. Емельянова, Постановка мистерии „Семь чаш” матери Марии, „Вестник Русского Христианского Движения” 2001, № 182, c. 342–347].
2001 – Moskwa. Premiera monospektaklu Żniwa ducha (Жатва духа) według poematu Matki Marii w Teatralnym Centrum na Piotrowskich Liniach [zob. М. Западворов, Жатва духа, „Истина и жизнь” 2001, № 7–8, c. 41–42].